# 데자현

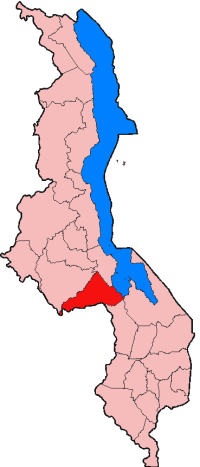
데자 현

데자현(Dedza District)는 말라위 중부 주에 위치한 현으로, 현도는 데자이며 면적은 3,624km2, 인구는 486,682명이다. 말라위호와 맞닿아 있고 살리마 현과 은체우 현, 릴롱궤 현과 인접해 있으며 모잠비크와 국경을 맞대고 있다.